# Версоновы железы
Версоновы железы — специализированные гиподермальные железы, секрет которых во время линьки насекомых растворяют «старую» эндокутикулу. Были открыты Шнелле (Schnelle).
Первоначально были описаны у тутового шелкопряда, а затем и у ряда других насекомых (гусениц других бабочек, личинок пилильщиков, жуков-листоедов, водяных клопов, перепончатокрылых и других). Гистологическое строение данных желез во время периода линьки свидетельствует об их высокой секреторной активности. Именно они в первую очередь играют значительную роль в процессе выделении жидкости линьки.
Данную жидкость, судя но наличию в ней кристаллов солей мочевой и щавелевой кислот, также могут продуцировать мальпигиевы сосуды. Жидкость линьки содержит в своём составе ферменты, которые растворяют старую кутикулу, и уносит продукты распада. Проникая между старой и новой кутикулой, этот секрет облегчает отделение старой кутикулы от гиподермы.